# HMS Hercules (1910)
O HMS Hercules foi um couraçado operado pela Marinha Real Britânica e a segunda e última embarcação da Classe Colossus, depois do HMS Colossus. Sua construção começou em julho de 1909 na Palmers Shipbuilding and Iron Co. e foi lançado ao mar em maio de 1910, sendo comissionado na frota britânica em julho de 1911. Era armado com uma bateria principal composta por dez canhões de 305 milímetros montados em cinco torres de artilharia duplas, tinha um deslocamento de mais de 23 mil toneladas e conseguia alcançar uma velocidade máxima de 21 nós.
O Hercules teve um início de carreira tranquilo e passou seus primeiros anos na Frota Doméstica. Com o início da Primeira Guerra Mundial em 1914 integrou a Grande Frota, porém pouco fez durante todo o conflito e passou a maior parte de seu tempo realizando patrulhas de rotina e treinamentos no Mar do Norte. Sua única ação ocorreu na virada de maio para junho de 1916 na Batalha da Jutlândia. Foi considerado obsoleto depois do fim da guerra e colocado na reserva em 1919, sendo tirado de serviço em outubro de 1921 e desmontado no ano seguinte.